# أكسيل كابو
أكسيل كابو (بالفرنسية: Axelle Kabou)‏ (مواليد 1955) هي صحفية وكاتبة ومتخصصة في التنمية في الكاميرون . درست الاقتصاد والاتصالات وكانت تعمل من أجل مساعدات التنمية. إن كتابها لعام 1991 " Et si l'Afrique refusait le developpement" ( وإذا كانت إفريقيا تنكر التنمية؟ ) ، فإنه معروف ومُناقش .  نظرت في عدم رغبة وعدم قدرة الأفارقة والنخب الإفريقية على تنمية القارة بأيديهم دون الاعتماد على المساعدات الخارجية.
في الوقت الحاضر يتفق العديد من المفكرين الأفارقة مثل روجر تاجري وجورج آيتاي وأندرو مويندا وجيمس شيكواتي وتشيكا أونياني مع تحليلها، على أن روبرت موغابي كان أحد أبرز الأمثلة على النقد. وقد ترجم الكتاب إلى اللغة الألمانية  أيضًا. عززت الانتقادات الحادة من بريجيت إيرلر  ضد مفاهيم المساعدات الخارجية الألمانية الكلاسيكية.
ووفقا لكابو، فإن مساعدات التنمية الكلاسيكية تجمع بين السذاجة والرغبة في دعم الحكام المحليين. كانت الجهات الفاعلة الرئيسية هي الأجانب، الذين افترضوا أن الضحايا كانوا دائماً من السود. خدمت تبرئة، وحجة وأذرع لربط عمال الإغاثة الأجانب والحكام الفاسدين المحليين في طقوس عامة غير مجدية. 